# Louise Brooks
Louise Brooks (ur. jako Mary Louise Brooks 14 listopada 1906 w Cherryvale, Kansas, zm. 8 sierpnia 1985 w Rochester) – amerykańska tancerka, modelka i aktorka. Pamiętana jest zwłaszcza z głównych ról w trzech filmach, w tym dwóch w reżyserii G. W. Pabsta: Puszka Pandory (1929), Dziennik upadłej dziewczyny (1929) i Prix de Beauté (1930). Łącznie zagrała w siedemnastu filmach. Opublikowała wspomnienia, Lulu in Hollywood. Do historii przeszła za sprawą oryginalnego stylu, którego znakiem rozpoznawczym stały się krótkie ciemne włosy z grzywką i długi sznur pereł. W 1991 roku brytyjski zespół OMD stworzył utwór muzyczny oddający cześć Louise Brooks pt. "Pandora’s Box" (z albumu "Sugar Tax").

## Filmografia

### Filmy nieme
- 1925 The Street of Forgotten Men
- 1926 Amerykańska Wenus (The American Venus)
- 1926 A Social Celebrity
- 1926 It's the Old Army Game
- 1926 The Show Off
- 1926 Love 'Em and Leave 'Em
- 1926 Just Another Blonde
- 1927 Evening Clothes
- 1927 Rolled Stockings
- 1927 Now We're in the Air
- 1927 The City Gone Wild
- 1928 Blaue Jungen - blonde Mädchen oder In jedem Hafen eine Braut (A Girl in Every Port)
- 1928 Beggars of Life
- 1929 Die Büchse der Pandora
- 1929 The Canary Murder Case
- 1929 Tagebuch einer Verlorenen

### Filmy dźwiękowe
- 1930 Miss Europa (Prix de beauté)
- 1931 It Pays to Advertise
- 1931 God's Gift to Women
- 1931 Windy Riley Goes Hollywood
- 1936 Empty Saddles
- 1937 When You're in Love
- 1937 King of Gamblers
- 1938 Gold in den Wolken (Overland Stage Raiders)

### Filmy dokumentalne
- 1984 Lulu in Berlin
- 1998 Louise Brooks: Looking for Lulu